# Abbas Mirza
Abbas Mirza: (Tiếng Ba Tư: عباس میرزا) sinh: 20 tháng 8 năm 1789 - mất 25 tháng 10 năm 1833; là con trai thứ hai của vua Ba Tư Fath Ali Shah Qajar và cũng nắm giữ vị trí thái tử Ba Tư từ năm 1821 đến khi qua đời. 
Ông là người chỉ huy quân sự trong cả hai cuộc chiến tranh với đế quốc Nga (Chiến tranh Nga Ba Tư thứ nhất và Chiến tranh Nga Ba Tư thứ nhì), nhưng cũng vì vậy mà ông đã làm mất các vùng lãnh thổ ở Kavkaz mà sau này Ba Tư đã không thể lấy lại được. Ông là một người thông minh và yêu thích văn học, do mất trước cha mình nên ngôi thái tử được truyền lại cho con trai ông. 